# Dennis Corozo
Dennis Corozo (Guayaquil, Ecuador; 5 de abril de 1988) es un futbolista ecuatoriano. Juega de portero y su equipo actual es el Delfín Sporting Club  de la Serie A de Ecuador. 

## Trayectoria
Se inició en las inferiores del Olmedo, en el 2012 fue cedido a préstamo a la Espoli, al mismo año regreso al Olmedo.
En el 2013 llega al Manta Fútbol Club donde estuvo como portero suplente al año siguiente con la llegada de Juan Manuel Llop fue el arquero titular indiscutible donde debutó en el estadio Jocay en partido contra Liga Deportiva Universitaria donde su equipo ganó un gol a cero. En las últimas fechas del 2014 el Manta a base de los malos resultados se vio obligado a pelear el descenso donde luchó hasta la última fecha para quedarse en Primera pero desafortunadamente no lo logró y descendió en la última fecha del Campeonato Ecuatoriano de Fútbol.

## Estadísticas

### Clubes
Actualizado al último partido jugado el 19 de junio de 2023.
| Club                       | Div.          | Temporada     | Liga  | Liga  | Copas nacionales | Copas nacionales | Copas internacionales | Copas internacionales | Total | Total |
| Club                       | Div.          | Temporada     | Part. | Goles | Part.            | Goles            | Part.                 | Goles                 | Part. | Goles |
| -------------------------- | ------------- | ------------- | ----- | ----- | ---------------- | ---------------- | --------------------- | --------------------- | ----- | ----- |
| Olmedo · Ecuador           | 1.ª           | 2008          | 3     | 0     | —                | —                | —                     | —                     | 3     | 0     |
| Olmedo · Ecuador           | 1.ª           | 2009          | 2     | 0     | —                | —                | —                     | —                     | 2     | 0     |
| Olmedo · Ecuador           | 1.ª           | 2010          | 0     | 0     | —                | —                | —                     | —                     | 0     | 0     |
| Olmedo · Ecuador           | 1.ª           | 2011          | 0     | 0     | —                | —                | —                     | —                     | 0     | 0     |
| Olmedo · Ecuador           | 1.ª           | 2012          | 2     | 0     | —                | —                | —                     | —                     | 2     | 0     |
| Espoli · Ecuador           | 2.ª           | 2012          | 20    | 0     | —                | —                | —                     | —                     | 20    | 0     |
| Espoli · Ecuador           | Total club    | Total club    | 20    | 0     | 0                | 0                | 0                     | 0                     | 20    | 0     |
| Manta F. C. · Ecuador      | 1.ª           | 2013          | 3     | 0     | —                | —                | —                     | —                     | 3     | 0     |
| Manta F. C. · Ecuador      | 1.ª           | 2014          | 35    | 0     | —                | —                | —                     | —                     | 35    | 0     |
| Manta F. C. · Ecuador      | 2.ª           | 2015          | 33    | 0     | —                | —                | —                     | —                     | 33    | 0     |
| Manta F. C. · Ecuador      | Total club    | Total club    | 71    | 0     | 0                | 0                | 0                     | 0                     | 71    | 0     |
| Deportivo Cuenca · Ecuador | 1.ª           | 2016          | 0     | 0     | —                | —                | —                     | —                     | 0     | 0     |
| Deportivo Cuenca · Ecuador | Total club    | Total club    | 0     | 0     | 0                | 0                | 0                     | 0                     | 0     | 0     |
| Olmedo · Ecuador           | 2.ª           | 2017          | 15    | 0     | —                | —                | —                     | —                     | 15    | 0     |
| Olmedo · Ecuador           | Total club    | Total club    | 22    | 0     | 0                | 0                | 0                     | 0                     | 22    | 0     |
| Delfín S. C. · Ecuador     | 1.ª           | 2017          | 1     | 0     | —                | —                | —                     | —                     | 1     | 0     |
| Delfín S. C. · Ecuador     | 1.ª           | 2018          | 6     | 0     | —                | —                | 1                     | 0                     | 7     | 0     |
| Delfín S. C. · Ecuador     | 1.ª           | 2019          | 0     | 0     | 3                | 0                | 0                     | 0                     | 3     | 0     |
| Delfín S. C. · Ecuador     | 1.ª           | 2020          | 6     | 0     | 0                | 0                | 2                     | 0                     | 8     | 0     |
| Delfín S. C. · Ecuador     | 1.ª           | 2021          | 2     | 0     | 2                | 0                | —                     | —                     | 4     | 0     |
| Delfín S. C. · Ecuador     | 1.ª           | 2022          | 0     | 0     | 0                | 0                | 0                     | 0                     | 0     | 0     |
| Delfín S. C. · Ecuador     | 1.ª           | 2023          | 13    | 0     | 0                | 0                | 0                     | 0                     | 13    | 0     |
| Delfín S. C. · Ecuador     | Total club    | Total club    | 28    | 0     | 5                | 0                | 3                     | 0                     | 36    | 0     |
| Total carrera              | Total carrera | Total carrera | 141   | 0     | 5                | 0                | 3                     | 0                     | 149   | 0     |
| 1. 2.                      |               |               |       |       |                  |                  |                       |                       |       |       |

## Palmarés

### Campeonatos nacionales
| Título             | Club         | País    | Año  |
| ------------------ | ------------ | ------- | ---- |
| Serie A de Ecuador | Delfín S. C. | Ecuador | 2019 |